# 相樂郡
相樂郡（日语：／ Sōraku gun */?）是位於京都府南部的郡，現轄有以下3町1村：
- 笠置町
- 精華町
- 和束町
- 南山城村

在1879年日本實施郡區町村編制法時的轄區還包括現在的木津川市全部地區以及井手町東部的一小部分地區。

## 歷史
在令制國時代屬於山城國。西元8世紀初期，為建設平城京（位於現在的奈良市），利用位於平成京北方的木津川從上游的山區取得木材並以木津川運送至平成京；西元740年聖武天皇甚至一度將首都遷至此地，在此建立恭仁京，但在744年首都再次被遷移至難波京（位於現在的大阪市）。此後，此地大部分區域仍持續成為皇族相關人員的領地。
14世紀後醍醐天皇為推翻镰仓幕府引起元弘之亂，期間後醍醐天皇曾逃至此地，幕府軍追擊此地後發生笠置山之戰並逮捕後醍醐天皇，此後也進一步造成南北朝時代的開始。
在江戶時代相樂郡的東部區域屬於柳生藩、津藩及津藩的支藩－久居藩，西部區域屬於淀藩，中間及北部區域則為皇室領地及幕府直屬的領地，另有小部分區域屬於小泉藩。明治維新後，整個相樂郡隨著各藩的改設先後分屬京都府、津縣、久居縣、淀縣、柳生縣、小泉縣，直到1872年初才全數整併至京都府內。
1879年實施郡區町村編制法，正式的設置了近代的行政區劃「相樂郡」，郡役所設於木津村（位於現在的木津川市）。

### 沿革

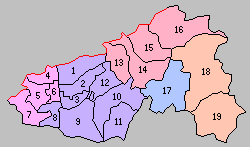
1889年相樂郡轄下的行政區劃：
1.棚倉村 2.高麗村 3.上狛村 4.狛田村 5.稻田村 6.山田莊村 7.祝園村 8.相樂村 9.木津村 10.當尾村 11.加茂村 12.瓶原村 13.西和束村 14.中和束村 15.東和束村 16.湯船村 17.笠置村 18.大河原村 19.高山村
（紫色：現屬木津川市、青色：現屬笠置町、桃色：現屬精華町、紅色：現屬和束町、橙色：現屬南山城村）

- 1889年04月1日：實施町村制，相樂郡下設：棚倉村（日语：棚倉村）、高麗村（日语：高麗村 (京都府)）、上狛村（日语：山城町上狛）、狛田村（日语：狛田村）、稻田村（日语：稲田村 (京都府)）、山田莊村（日语：山田荘村）、祝園村（日语：祝園村）、相樂村（日语：相楽村）、木津村、加茂村、當尾村（日语：当尾村 (京都府)）、瓶原村（日语：瓶原村）、西和束村（日语：西和束村）、中和束村（日语：中和束村）、東和束村（日语：東和束村）、湯船村（日语：湯船 (和束町)）、笠置村、大河原村（日语：大河原村 (京都府)）、高山村（日语：高山村 (京都府)）。（19村）
- 1893年11月22日：木津村改制为木津町（日语：木津町）。（1町18村）
- 1899年07月1日：實施郡制（日语：郡制），設立郡參事會（日语：郡参事会）。
- 1923年04月1日：廢除郡會和郡參事會。
- 1926年07月1日：
  - 廢除郡役所，此後郡不再作為行政區劃，只作為地名的表示。
  - 上狛村改制为上狛町。（2町17村）
- 1928年02月11日：加茂村改制为加茂町（日语：加茂町 (京都府)）。（3町16村）
- 1931年10月1日：狛田村、祝园村、稻田村合并為川西村（日语：川西村 (京都府)）。（3町14村）
- 1934年01月1日：笠置村改制为笠置町。[2]（4町13村）
- 1951年04月1日：（4町9村）
  - 相乐村被并入木津町。
  - 当尾村和瓶原村被并入加茂町。
  - 川西村和山田莊村合并為精华村。
- 1954年12月15日：西和束村、中和束村和东和束村合并為和束町。[4]（5町6村）
- 1955年04月1日：（6町4村）
  - 精华村改制为精华町。[5]
  - 大河原村和高山村合并為南山城村。[6]
- 1956年08月1日：上狛町、高丽村、棚仓村合并為山城町（日语：山城町 (京都府)）。（6町2村）
- 1956年9月30日：汤船村被并入和束町。[4]（6町1村）
- 2007年03月12日：木津町、山城町和加茂町合并為木津川市[1]，并脱离相乐郡。（3町1村）

### 變遷表
| 1889年4月1日 | 1889年 - 1926年       | 1926年 - 1944年       | 1945年 - 1954年         | 1955年 - 1989年          | 1989年 - 现在          | 现在                   |
| ------------ | --------------------- | --------------------- | ----------------------- | ------------------------ | ---------------------- | ---------------------- |
| 木津村       | 1893年11月22日 木津町 | 1893年11月22日 木津町 | 1893年11月22日 木津町   | 木津町                   | 2007年3月12日 木津川市 | 2007年3月12日 木津川市 |
| 相乐村       | 相乐村                | 相乐村                | 1951年4月1日 并入木津町 | 木津町                   | 2007年3月12日 木津川市 | 2007年3月12日 木津川市 |
| 上狛村       | 1926年7月1日 上狛町   | 1926年7月1日 上狛町   | 1926年7月1日 上狛町     | 1956年8月1日 山城町      | 2007年3月12日 木津川市 | 2007年3月12日 木津川市 |
| 高丽村       |                       |                       |                         | 1956年8月1日 山城町      | 2007年3月12日 木津川市 | 2007年3月12日 木津川市 |
| 棚仓村       |                       |                       |                         | 1956年8月1日 山城町      | 2007年3月12日 木津川市 | 2007年3月12日 木津川市 |
| 加茂村       | 加茂村                | 1928年2月11日 加茂町  | 1928年2月11日 加茂町    | 加茂町                   | 2007年3月12日 木津川市 | 2007年3月12日 木津川市 |
| 当尾村       | 当尾村                | 当尾村                | 1951年4月1日 并入加茂町 | 加茂町                   | 2007年3月12日 木津川市 | 2007年3月12日 木津川市 |
| 瓶原村       |                       |                       | 1951年4月1日 并入加茂町 | 加茂町                   | 2007年3月12日 木津川市 | 2007年3月12日 木津川市 |
| 笠置村       | 笠置村                | 1934年1月1日 笠置町   | 1934年1月1日 笠置町     | 1934年1月1日 笠置町      | 1934年1月1日 笠置町    | 1934年1月1日 笠置町    |
| 西和束村     | 西和束村              | 西和束村              | 1954年12月15日 和束町   | 1954年12月15日 和束町    | 和束町                 | 和束町                 |
| 中和束村     |                       |                       | 1954年12月15日 和束町   | 1954年12月15日 和束町    | 和束町                 | 和束町                 |
| 东和束村     |                       |                       | 1954年12月15日 和束町   | 1954年12月15日 和束町    | 和束町                 | 和束町                 |
| 汤船村       | 汤船村                | 汤船村                | 汤船村                  | 1956年9月30日 并入和束町 | 和束町                 | 和束町                 |
| 狛田村       | 狛田村                | 1931年10月1日 川西村  | 1951年4月1日 精华村     | 1955年4月1日 精华町      | 1955年4月1日 精华町    | 1955年4月1日 精华町    |
| 祝园村       |                       | 1931年10月1日 川西村  | 1951年4月1日 精华村     | 1955年4月1日 精华町      | 1955年4月1日 精华町    | 1955年4月1日 精华町    |
| 稻田村       |                       | 1931年10月1日 川西村  | 1951年4月1日 精华村     | 1955年4月1日 精华町      | 1955年4月1日 精华町    | 1955年4月1日 精华町    |
| 山田莊村     |                       |                       | 1951年4月1日 精华村     | 1955年4月1日 精华町      | 1955年4月1日 精华町    | 1955年4月1日 精华町    |
| 大河原村     | 大河原村              | 大河原村              | 大河原村                | 1955年4月1日 南山城村    | 1955年4月1日 南山城村  | 1955年4月1日 南山城村  |
| 高山村       |                       |                       |                         | 1955年4月1日 南山城村    | 1955年4月1日 南山城村  | 1955年4月1日 南山城村  |